# Kamerun na Letnich Igrzyskach Olimpijskich 1992
Kamerun na Letnich Igrzyskach Olimpijskich 1992 reprezentowało ośmiu zawodników: trzech mężczyzn i pięć kobiet. Był to 8 start reprezentacji Kamerunu na letnich igrzyskach olimpijskich.

## Skład kadry

### Lekkoatletyka
Kobiety
- Monique Kengné - bieg na 100 m - odpadła w eliminacjach,
- Georgette N'Koma - bieg na 200 m - odpadła w ćwierćfinale,
- Susie Tanéfo - bieg na 400 m - odpadła w ćwierćfinale,
- Louisette Thobi - bieg na 100 m przez płotki - odpadła w eliminacjach,
- Myriam Mani, Georgette N'Koma, Monique Kengné, Louisette Thobi - sztafeta 4 x 100 m - odpadły w eliminacjach,

Mężczyźni
- Samuel Nchinda-Kaya

bieg na 100 m - odpadł w ćwierćfinale,
bieg na 200 m - odpadł w eliminacjach,
- Paul Kuété - maraton - 46. miejsce,

### Podnoszenie ciężarów
Mężczyźni
- Alphonse Hercule Matam - waga do 82,5 kg - 24. miejsce,